# Débora Diniz
Débora Diniz (Maceió, Alagoas, 1970) es una antropóloga brasileña que desarrolla proyectos de investigación sobre bioética, feminismo, derechos humanos y salud. En la actualidad es profesora asociada del departamento de Teoría General, Sociología y Filosofía del Derecho en la Universidad de Brasilia y activista por los derechos reproductivos. Sus documentales sobre aborto, matrimonio igualitario, estado laico e investigación con células madre han recibido numerosos premios nacionales e internacionales y han sido exhibidos en numerosos certámenes.

## Trayectoria
Es graduada en Ciencias Sociales por la Universidad de Brasilia (1992), donde se doctoró en antropología en 1999. Posteriormente realizó estancias en diversas universidades como la Universidad de Río de Janeiro (2003), en la Facultad de Derecho de la Universidad de Toronto (2010) y en la Universidad de Míchigan (2010).
En la actualidad es profesora asociada del departamento de Teoría General, Sociología y Filosofía del Derecho en la Universidad de Brasilia e investigadora de Anis (Instituto de Bioética, Derechos Humanos y Género), ONG de la que fue cofundadora que tiene como prioridad democratizar y popularizar la información en bioética en Brasil desde una perspectiva feminista. También forma parte de la Asociación Internacional de Investigaciones Feministas para la Bioética y de la Asociación Internacional de Bioética.
Colabora en diferentes grupos: Archivo, instituciones y discurso; Derechos Humanos, derechos sexuales y discriminación; Feminismo y derechos políticos y en el grupo de estudio sobre la discriminación y la desigualdad.
Pertenece a diversas organizaciones internacionales de bioética, entre ellas la Asociación Bioética Internacional, la Coalición Internacional para la Salud de la Mujer (International Women's Health Coalition) y el Council on Health Research for Development.
En 2010 lideró un estudio realizado por la Universidad de Brasilia sobre la enseñanza religiosa en Brasil, donde se concluye que se fomentan los prejuicios y la intolerancia religiosa y que los libros de texto utilizados en las escuelas públicas promueven la homofobia y se dedican a predicar el cristianismo.
En 2016 tras la crisis por el aumento de contagio del virus del Zika ha sido una de las voces que han reclamado el respeto a los derechos de las mujeres. “Es necesario avanzar en la idea de que para legislar y crear cualquier política pública en el campo de la reproducción hay que escuchar y garantizar los derechos de la mujer” ha dicho.
Como documentalista, sus películas han recibido más de 50 premios. Uno de sus documentales sobre el aborto fue la primera película que se visionó en audiencia pública del Tribunal Supremo. Ella tiene experiencia intensa promoción trabajar con el Tribunal Supremo de Brasil en casos de aborto La participación, la igualdad de matrimonio, estado laico, y la investigación con células madre.

## Premios
- 2009 Décimo premio de los Derechos Humanos, por la Universidad de São Paulo en la categoría individual por "su contribución a la difusión, a la diseminación, y a la divulgación de los Derechos Humanos en el Brasil".[9]
- 2002 "Premio Manuel Velasco-Suárez" en Bioéticaldea "Fundación Panamericana de la Salud y Educación" por su proyecto de investigación “Información Genética y Justicia: un reto bioético.[10]

## Publicaciones
- Induced abortion among Brazilian female sex workers: a qualitative study. Ciência e Saúde Coletiva MADEIRO, Alberto Pereira ;DINIZ, Debora.  (Impresso), v. 20, p. 587-593, 2015.

- A arquitetura de uma ação em três atos: anencefalia no STF. Direito.UnB. Revista de Direito da Universidade de Brasília, v. 1, p. 161-183, 2015.
- A judicializacao da saude no Distrito Federal, Brasil. Ciência e Saúde Coletiva 2014
- Conscientious objection, barriers, and abortion in the case of rape: a study among physicians in Brazil. Reproductive Health Matters . 141-148, 2014.
- O Escândalo da Homofobia - Imagens de vítimas e sobreviventes. Revista Eco-Pós (Online), v. 17, p. 1-19, 2014
- Histórias de aborto provocado entre adolescentes em Teresina, Piauí, Brasil. Ciência e Saúde Coletiva (Impresso), v. 18, p. 2311-2318, 2013
- Cytotec e aborto: a polícia, os vendedores e as mulheres. Ciência e Saúde Coletiva (Impresso), v. 17, p. 1795-1804, 2012.
- Consequências da judicialização das políticas de saúde: custos de medicamentos para as mucopolissacaridoses. Cadernos de Saúde Pública DINIZ, Debora; MEDEIROS, Marcelo; SCHWARTS, Ida Vanessa D. v. 28, p. 479-489, 2012.
- O comércio de medicamentos de gênero na mídia impressa brasileira: misoprostol e mulheres. Cadernos de Saúde Pública DINIZ, Debora; CASTRO, Rosana. (ENSP. Impresso), v. 27, p. 94-102, 2011.
- Entre a Dúvida e o Dogma: Liberdade de Cátedra e Universidades Confessionais no Brasil. Brasília/Porto Alegre: LetrasLivres/Editora Livraria do Advogado, 2006. v. 1. 216p

## Documentales
- 2005 Uma História Severina (Una Historia Severina)
- 2005 Hábeas Corpus
- 2006 À Margem do Corpo (Al Margen del Cuerpo)
- 2006 Quem são Elas? (¿Quiénes son ellas?)
- 2007 Solitário Anônimo (Solitario Anónimo)
- 2009 A Casa dos Mortos (La Casa de los Muertos)